# Classique Dunkerque
Classique Dunkerque – Grand prix des Hauts de France är ett franskt endagslopp i landsvägscykling som avhölls i Hauts-de-France för första gången den 13 maj 2025. Starten låg i Dunkerque och målet i Lens. Loppet arrangeras av samma arrangör som Dunkerques fyradagars och körs dagen före detta. Det ingår sedan starten i UCI ProSeries.

## Podieplaceringar
| År   | Vinnare          | Tvåa          | Trea            |
| ---- | ---------------- | ------------- | --------------- |
| 2025 | Pascal Ackermann | Biniam Girmay | Alberto Dainese |